# State Champs (album)
State Champs è il quinto album in studio del gruppo musicale statunitense State Champs, pubblicato l'8 novembre 2024 dalla Pure Noise Records.

## Tracce
1. The Constant – 3:24
2. Silver Cloud – 3:08
3. Clueless – 3:10
4. Light Blue – 3:09
5. Too Late to Say – 3:16
6. Hell of It – 2:22
7. Tight Grip – 2:45
8. Sobering – 2:47
9. I Still Want To – 2:41
10. Just a Dream – 3:25
11. Save Face Story (feat. Slope) – 3:20
12. Golden Years – 3:28

## Formazione
- Derek DiScanio – voce
- Tyler Szalkowski – chitarra, cori
- Ryan Scott Graham – basso, cori
- Evan Ambrosio – batteria, percussioni